# Mary (Vorname)
Mary ist ein weiblicher Vorname.

## Herkunft und Bedeutung
Mary ist die englische Form des Vornamens Maria.

## Namensträgerinnen
Bei Königinnen und anderen Herrscherinnen wird der Name Mary im Allgemeinen zu Maria übersetzt. Die Herrscherinnen finden sich in der Liste der Fürstinnen namens Maria.
- Mary Anning (1799–1847), britische Fossiliensammlerin
- Mary Bauermeister (1934–2023), deutsche Künstlerin
- Mary Hayley Bell (1911–2005), britische Schauspielerin und Dramatikerin
- Mary J. Blige (* 1971), US-amerikanische Sängerin, Songwriterin und Schauspielerin
- Mary Bocock (* 2003), US-amerikanische Skirennläuferin
- Mary Chapin Carpenter (* 1958), US-amerikanische Sängerin
- Mary Higgins Clark (1927–2020), US-amerikanische Autorin von Kriminalromanen
- Mary Dann (1923–2005), US-amerikanische Umweltaktivistin indianischer Abstammung
- Mary Decker (* 1958), US-amerikanische Leichtathletin
- Mary Ellis (1897–2003), US-amerikanisch-englische Sängerin und Schauspielerin
- Mary Ellis (1917–2018), britische Luftfahrtpionierin, Pilotin im Zweiten Weltkrieg
- Mary Beth Ellis (* 1977), US-amerikanische Triathletin
- Mary Elizabeth Ellis (* 1979), US-amerikanische Schauspielerin
- Mary H. Ellis (* vor 1987), Tontechnikerin
- Mary Fields (1832–1914), afroamerikanische Postkutschen-Zustellerin in den Vereinigten Staaten
- Mary Gordon (* 1949), US-amerikanische Schriftstellerin
- Mary, Countess of Harewood (1897–1965), britische Prinzessin, Tochter von Georg V.
- Mary Hopkin (* 1950), britische Sängerin
- Mary Jackson (1910–2005), US-amerikanische Schauspielerin
- Mary Jackson (1921–2005), US-amerikanische Luft- und Raumfahrtingenieurin
- Mary Ann Jackson (1923–2003), US-amerikanische Schauspielerin
- Mary Kingsley (1862–1900), britische Forschungsreisende, Ethnologin
- Mary Lacity (* 1963), US-amerikanische Wirtschaftsinformatikerin
- Mary Leakey (1913–1996), britische Archäologin
- Mary MacSwiney (1872–1942), irische Politikerin und Frauenrechtlerin
- Mary Mara (1960–2022), US-amerikanische Schauspielerin
- Mary Ann Martin (1817–1884), englisch-neuseeländische christliche Lehrerin und Autorin
- Mary McCartney (* 1969), britische Fotografin
- Mary McCormack (* 1969), US-amerikanische Schauspielerin
- Mary Norton (1903–1992), britische Kinderbuchautorin
- Mary Njoroge (* 1985), kenianische Fußballschiedsrichterassistentin
- Mary Ann Nyberg (1923–1979), US-amerikanische Kostümbildnerin
- Mary Osborn (* 1940), britische Zellbiologin
- Mary Pierce (* 1975), in Kanada geborene französische Tennisspielerin
- Mary Proctor (1862–1957), irischstämmige US-amerikanische Astronomin und Schriftstellerin
- Mary Quant (1930–2023), britische Modedesignerin, Erfinderin des Minirocks
- Mary Louise Roberts (1886–1968), neuseeländische Physiotherapeutin und Bergsteigerin
- Mary Robinson (* 1944), irische Politikerin, Staatspräsidentin Irlands und UN-Hochkommissarin für Menschenrechte
- Mary Shelley (1797–1851), britische Schriftstellerin
- Mary Steenburgen (* 1953), US-amerikanische Film- und Fernsehschauspielerin
- Mary Jo Tiampo (* 1962), US-amerikanische Freestyle-Skierin
- Mary Vieira (1927–2001), brasilianische Künstlerin und Grafikdesignerin
- Mary Wigman (1886–1973), deutsche Tänzerin, Choreografin und Tanzpädagogin
- Mary Wilson (1944–2021), US-amerikanische Soul-Sängerin (The Supremes)
- Mary Elizabeth Winstead (* 1984), US-amerikanische Schauspielerin
- Mary Youngblood, US-amerikanische Flötistin indianischer Abstammung
- Mary Zimmermann (1889–1945), deutsche Balletttänzerin, Ballettmeisterin, Primaballerina und Choreografin

## Künstlername
- Mary Astor (eigentlich: Lucile Vasconcellos Langhanke; 1906–1987), US-amerikanische Schauspielerin
- Mary Goore, eigentlich Tobias Forge (* 1981), schwedischer Metalmusiker
- Mary Roos (* 1949; bürgerlich Rosemarie Böhm, geb. Schwab), deutsche Schlagersängerin und Schauspielerin

## Fiktive Personen
- Mary Poppins, Hauptfigur in Romanen der australischen Schriftstellerin P. L. Travers (1899–1996)